# Puente de Tolbiac
El puente de Tolbiac (en francés Pont de Tolbiac) es un puente parisino sobre el río Sena que une los Distritos XII y XIII.

## Historia
La construcción del puente se decidió en 1876 dentro de las obras de mejora realizadas en la parte este de la capital dada la necesidad de construir un nuevo puente entre el puente Nacional y el puente de Bercy. Dentro de los proyectos presentados, existió uno del arquitecto Gustave Eiffel aunque el consejo municipal optó por rechazar este ambicioso proyecto, decidiéndose por uno más clásico y sencillo. La obra se inició en 1879 concluyendo 3 años después.
En 1943, durante la Segunda Guerra Mundial un avión inglés se estrelló contra él. 

## Estructura
El puente tiene una longitud total de 168 metros. Está constituido por cinco arcos elípticos cuyas anchuras van desde los 29 metros hasta los 35 metros. La calzada alcanza, por su parte, los 20 metros de ancho. Los pilares reposan sobre unos bloques de cemento. Fue el último gran puente parisino en ser construido en mampostería de piedra.  